# Ludwig Wilhelm von Bülow
Ludwig Wilhelm von Bülow (født 11. juli 1699, død 8. november 1785 i Næstved) var en dansk amtmand.
Han var søn af generalmajor Reimar Hans von Bülow og blev født 11. juli 1699; han blev kammerjunker og rejsestaldmester 1730, kammerherre og ritmester ved Livgarden til hest 1737, staldmester 1740, amtmand over Koldinghus Amt 1746, Ridder af Dannebrog 1750, gehejmeråd 1760, gehejmekonferensråd 1769, afskediget i nåde som amtmand 1773. Han døde i Næstved 8. november 1785, hele 86 år gammel.
I året 1737 ægtede han Elisabeth Hedevig von Roepstorff, der samme år fik ordenen de l'union parfaite, og som døde i Kolding 1758 i sit 60. år. Det følgende år giftede han sig med Charlotte Elisabeth komtesse Haxthausen, stiftsfrøken i Vallø Stift (1734-1761).
| Efterfulgte: ? | Amtmand over Koldinghus Amt 1746 - 1773 | Efterfulgtes af: Hans de Hofman |